# Odznaki jednostek Polskich Sił Zbrojnych
Odznaki jednostek Polskich Sił Zbrojnych – opis odznak jednostek Polskich Sił Zbrojnych.

## Odznaki jednostek związków taktycznych piechoty
| Grafika | Opis odznaki |
| ------- | --- |
|         | 1 Dywizja Grenadierów Odznaka o wymiarach 52 x 26 mm wykonana w mosiądzu i białym metalu, srebrzona, lekko oksydowana na kolor starego srebra, jednoczęściowa. Posiada kształt tarczy, na której wsparty jest stylizowany orzeł polski, stanowiący tło krzyża lotaryń-skiego, nawiązującego do miejsca powstania jednostki. Na obwodzie tarczy umieszczono napis będący dewizą jednostki: „Bóg-Honor-Ojczyzna”. W dolnej części tarczy „płonący granat” - znak grenadierów, na nim inicjały dywizji „D1G”. Mocowana nakrętką firmową na lewej górnej kieszeni munduru. Autor projektu: ppor. Marian Walentynowicz. Wykonawca: Zakład Kirkwood and Son - Edinburgh. |
|         | 2 Dywizja Strzelców Pieszych Odznaka wykonana z białego metalu z elementami srebrzonymi i oksydowanymi, złocone oraz emaliowane. Wymiary 56x18 mm. Nad trzema bagnetami, trzy flagi sprzymierzonych w 1940 roku armii: polska, francuska i brytyjska. Wyżej prostokątna płaszczyzna z inicjałami jednostki, nad nią orzeł w koronie. Orzeł, inicjały i bagnety – srebrzone i oksydowane, flagi emaliowane, korona i szpony orła oraz obramowanie prostokąta z flagami – złocone. Symbolika odznaki nawiązuje do tradycji Legionów Dąbrowskiego. Autor projektu: por. Bohdan Garliński. Wykonawca: dwie firmy: szwajcarska – Huguenin Freres w Le Locie oraz francuska -Arthus Bertrand w Paryżu. |
|         | |
|         | 3 Dywizja Strzelców Karpackich Zaprojektowana przez Z. Ochnio i zatwierdzona 6 marca 1944. Głównymi jej elementami są: jodełka z oznaki rozpoznawczej oraz miniaturka Samodzielnej Brygady Strzelców Karpackich nałożona na Odznakę Krzyża Pamiątkowego Monte Cassino. Wykonana z białego metalu. W górnej części wpisano inicjały DSK, a w centrum nr 3, w dolnej części znajduje się miniaturka odznaki Samodzielnej Brygady Strzelców Karpackich. Na rewersie umieszczono hasła: WIARA – WYTRWAŁOŚĆ – ZWYCIĘSTWO. |
|         | 1 Brygada Strzelców Karpackich Wykonana z białego metalu, oksydowana. Posiada formę szarotki, a nakładana była na granatowe patki z żółtą wypustką. Noszono ją na kołnierzach i na beretach, w odległości 5 cm po lewej stronie, ukośnie łodygą w stronę orzełka; wykonawca – firma F. M. Lorioli, Milano - Roma. |
|         | 1 batalion Strzelców Karpackich Odznaka specjalna wykonana z białego metalu, oksydowana. Posiada formę szarotki, a nakładana była na granatowe patki z żółtą wypustką. Na łodydze cyfra 1. Noszono ją na kołnierzach i na beretach, w odległości 5 cm po lewej stronie, ukośnie łodygą w stronę orzełka. Wykonywała ją firma: F. M. Lorioli, Milano - Roma. |
|         | 2 batalion Strzelców Karpackich Odznaka specjalna wykonana z białego metalu, oksydowana. Posiada formę szarotki, a nakładana była na granatowe patki z żółtą wypustką. Na łodydze cyfra „2”. Noszono ją na kołnierzach i na beretach, w odległości 5 cm po lewej stronie, ukośnie łodygą w stronę orzełka. Wykonywała ją firma: F. M. Lorioli, Milano - Roma. |
|         | 3 batalion Strzelców Karpackich Odznaka specjalna wykonana z białego metalu, oksydowana. Posiada formę szarotki, a nakładana była na granatowe patki z żółtą wypustką. Na łodydze cyfra 3. Noszono ją na kołnierzach i na beretach, w odległości 5 cm po lewej stronie, ukośnie łodygą w stronę orzełka. Wykonywała ją firma: F.M. Lorioli, Milano–Roma. |
|         | 2 Brygada Strzelców Karpackich Wykonana z białego metalu, oksydowana na stare srebro. Posiada formę kompozycji składającej się z ośmiu liści ostu ułożonych promieniście, na którą nałożony jest kolisty wieniec świerkowy. W środku koło obrzeżone ząbkami. Na wieńcu inicjały 2 BSK. Noszono ją na berecie, na podkładce z ciemnozielonego sukna po lewej stronie, w odległości 10 cm od środka orzełka. Na patkach kołnierza zezwolono nosić oznaki o średnicy 2 cm, bez podkładki sukiennej; wykonawca – firma F. M. Lorioli, Milano - Roma. |
|         | 4 batalion Strzelców Karpackich Odznaka specjalna wykonana z białego metalu, oksydowana na stare srebro. Posiada formę kompozycji składającej się z ośmiu liści ostu ułożonych promieniście, na którą nałożony jest kolisty wieniec świerkowy. W środku koło obrzeżone ząbkami. Na wieńcu inicjały „2 BSK”, w centrum cyfra „4”. Odznakę noszono na berecie, na podkładce z ciemnozielonego sukna po lewej stronie, w odległości 10 cm od środka orzełka. Na patkach kołnierza zezwolono nosić oznaki o średnicy 2 cm, bez podkładki sukiennej. Wykonywała ją firma: F. M. Lorioli, Milano – Roma. |
|         | 5 batalion Strzelców Karpackich Odznaka specjalna wykonana z białego metalu, oksydowana na stare srebro. Posiada formę kompozycji składającej się z ośmiu liści ostu ułożonych promieniście, na którą nałożony jest kolisty wieniec świerkowy. W środku koło obrzeżone ząbkami. Na wieńcu inicjały 2 BSK, w centrum cyfra 5. Noszono ją na berecie, na podkładce z ciemnozielonego sukna po lewej stronie, w odległości 10 cm od środka orzełka. Na patkach kołnierza zezwalano nosić oznaki o średnicy 2 cm, bez podkładki sukiennej. Wykonywała je firma: F. M. Lorioli, Milano – Roma. |
|         | 6 batalion Strzelców Karpackich Odznaka specjalna wykonana z białego metalu, oksydowana na stare srebro. Posiada formę kompozycji składającej się z ośmiu liści ostu ułożonych promieniście, na którą nałożony jest kolisty wieniec świerkowy. W środku koło obrzeżone ząbkami. Na wieńcu inicjały 2 BSK, w centrum cyfra 6. Noszono ją na berecie, na podkładce z ciemnozielonego sukna po lewej stronie, w odległości 10 cm od środka orzełka. Na patkach kołnierza zezwalano nosić oznaki o średnicy 2 cm, bez podkładki sukiennej. Wykonywała je firma: F. M. Lorioli, Milano – Roma. |
|         | 3 Brygada Strzelców Karpackich Wykonana z białego metalu, oksydowana. Posiada formę gałązki jedliny, na którą nałożony został herb Bolonii. Nakładana na granatowe patki z żółtą wypustką, które były noszone na kołnierzach bluzy Battle Dress i płaszczy; wykonawca – firma F. M. Lorioli, Milano - Roma |
|         | 7 batalion Strzelców Karpackich Odznaka pamiątkowa wykonana z oksydowanego białego metalu; Na gałązkę jodłową nałożona jest arabska cyfra 7 i litery SK. Cyfra pokryta granatową emalią, litery i obramowanie cyfry złocone. Gałązka jodłowa w kolorze starego srebra. Zatwierdzona w Dzienniku Rozkazów dowódcy 2 Korpusu nr 12 poz. 74 z 19 stycznia 1946. Odznaka noszona na beretach w odległości 5 cm od orzełka po jego lewej stronie, umieszczona na podkładce sukiennej; dla każdej kompanii był ustalony inny kolor podkładki. Noszona była również na lewej górnej kieszeni munduru. |
|         | 8 batalion Strzelców Karpackich Odznaka zatwierdzona w dzienniku rozkazów dowódcy 2 Korpusu nr 12, poz.74 z 29 stycznia 1946. Wykonana została z oksydowanego białego metalu; na gałązkę jodłową nałożona jest arabska cyfra 8 i litery SK. Cyfra pokryta granatową emalią, litery i obramowanie cyfry złocone. Gałązka jodłowa w kolorze starego srebra. Noszona była na beretach w odległości 5 cm od orzełka po jego lewej stronie, umieszczona na podkładce sukiennej. Dla każdej kompanii był ustalony inny kolor podkładki: kompania dowodzenia – granatowy, kompania wsparcia – czarny, 1 kompania – żółty, 2 kompania – soczysta zieleń, 3 kompania – pąsowy, 4 kompania – karmazynowy. Odznaka noszona również bez podkładki na lewej górnej kieszeni munduru.                                   |
|         | 9 batalion Strzelców Karpackich Odznaka zatwierdzona w Dzienniku Rozkazów dowódcy 2 Korpusu nr 25, poz. 35 z 23 marca 1946. Wykonana w białym metalu, emaliowana; stanowi kompozycję stylizowanego orła w locie i tarczy z herbem Bolonii. W górnej części tarczy napis 9 B. S. K. - 21. IV 1945. Pozostała część tarczy podzielona na cztery pola, na których znajdują się szarfy z napisem Libertas i krzyże. Orzeł wykonany z białego metalu, herb emaliowany: tarcza emalia biała, szarfy – emalia niebieska, krzyże – emalia czerwona, nad krzyżami złote pasy. Odznakę noszono na beretach w odległości 5 cm od orzełka, po jego lewej stronie. Noszona była również na górnej lewej kieszeni munduru, jako odznaka pamiątkowa mocowana nakrętką. Wykonywała ją firma F. M. Lorioli, Milano - Roma. |
|         | 5 Kresowa Dywizja Piechoty Odznaka ma kształt Orderu Virtuti Militari, którego ramiona połączone są krzyżem Monte Cassino. Na umieszczonej centralnie tarczy nałożony brązowy żubr. Na ramionach krzyża numer i inicjały 5 KDP. Na dolnym ramieniu krzyża znak rozpoznawczy 8 Armii Brytyjskiej. Tarcza pokryta emalią ciemnożółtą, obramowanie tarczy i żubr – brązową. Trzyczęściowa – wykonana w srebrze. Wymiary: 42x40 mm. Wykonanie: F.M. Lorioli Fratelli – Milano – Roma. |
|         | 4 Wołyńska Brygada Piechoty Motyw odznaki nawiązuje do herbu Ziemi Wołyńskiej. Tarczę herbową przecina krzyż. Na środku krzyża tarcza z orłem polskim. Całość obramowana wieńcem z liści dębowych i kłosów pszenicy. Na ramionach krzyża numer i inicjał 4 WBP. Pole tarczy herbowej pokryte białą i czerwoną emalią, krzyż - białą emalią. Tarcza z orłem zamocowana pojedynczym trzpieniem. Odznaka wykonana w kolorowym metalu, srebrzona; wym. 45 x 35 mm. Noszona na lewej kieszeni munduru, mocowana nakrętką. |
|         | 10 Wołyński batalion strzelców Odznaka zatwierdzone rozkazem dowódcy 2 Korpusu Nr 96, pkt. 563, z 27 sierpnia 1946. Posiada kształt kielicha kwiatu azalii przebitego bagnetem. Ostrze bagnetu skierowane ku górze. Na dole po prawej stronie rękojeści bagnetu liczba 10, oznaczająca numer batalionu. Kwiat azalii złocony, bagnet srebrzony. Fragmenty złocone i srebrzone; wymiary: 38 x 18 mm. Nakładana na patki koloru granatowego z żółtą wypustką. Wykonywane w firmie: F.M. Lorioli, Milano – Roma. |
|         | 11 Wołyński batalion strzelców Odznaka zatwierdzone rozkazem dowódcy 2 Korpusu Nr 96, pkt. 563, z 27 sierpnia 1946. Posiada kształt kielicha kwiatu azalii przebitego bagnetem. Ostrze bagnetu skierowane ku górze. Na dole po prawej stronie rękojeści bagnetu liczba 11, oznaczająca numer batalionu. Kwiat azalii złocony, bagnet srebrzony. Fragmenty złocone i srebrzone; wymiary: 38 x 18 mm. Nakładana na patki koloru granatowego z żółtą wypustką. Wykonywane w firmie: F.M. Lorioli, Milano – Roma. |
|         | 12 Wołyński batalion strzelców Odznaka zatwierdzone rozkazem dowódcy 2 Korpusu Nr 96, pkt. 563, z 27 sierpnia 1946. Posiada kształt kielicha kwiatu azalii przebitego bagnetem. Ostrze bagnetu skierowane ku górze. Na dole po prawej stronie rękojeści bagnetu liczba 12, oznaczająca numer batalionu. Kwiat azalii złocony, bagnet srebrzony. Fragmenty złocone i srebrzone; wymiary: 38 x 18 mm. Nakładana na patki koloru granatowego z żółtą wypustką. Wykonywane w firmie: F. M. Lorioli, Milano – Roma. . |
|         | 5 Wileńska Brygada Piechoty Wykonana na motywie krzyża Monte Cassino, na który nałożona jest tarcza herbowa. Tło tarczy pokryte emalią amarantową, na której umieszczono Pogoń litewską w kolorze starego srebra. Górna część tarczy pokryta białą emalią z inicjałami 5 WBP. Wymiary odznaki: 44 x 40 mm. Mocowana do górnej, lewej kieszeni gładką nakrętką. |
|         | 13 Wileński batalion strzelców Odznaka zatwierdzona rozkazem dowódcy 2 Korpusu z 18 czerwca 1946 nr 76 pkt. 414. Wykonana w srebrze dla oficerów, w metalu srebrzona i oksydowana dla szeregowych; wymiary 45 x 35 mm. Posiada formę głowy rysia z otwartą paszczą. Noszona na berecie w odległości 5 cm z lewej strony orzełka na podkładce sukiennej lub plastykowej, w kolorze ciemnowiśniowym. |
|         | 14 Wileński batalion strzelców Odznaka zatwierdzona rozkazem dowódcy 2 Korpusu nr 109 z 24 sierpnia 1945. Wykonana w srebrze; wymiary 45 × 28 mm. Oznaka ma formę głowy żbika. Noszona na berecie po lewej stronie, w odległości 5 cm od orzełka, na sukiennej lub plastykowej podkładce w barwach piechoty. |
|         | 15 Wileński batalion strzelców Odznaka zatwierdzona rozkazem dowódcy 2 Korpusu nr 114 z 6 września 1945. Wykonana w srebrze; wymiary 32 x 28 mm. Posiada formę głowy wilka widzianej z boku. Noszona na berecie po lewej stronie, w odległości 5 cm od orzełka na podkładce sukiennej lub plastykowej w kolorach granatowo - żółtym. |
|         | 6 Lwowska Brygada Piechoty Stylizowany orzeł trzymający w szponach tarczę herbową Lwowa, nad którą znajduje się szyszak husarski. Tarcza przedzielona ukośną linią. Kolory herbowe Lwowa (czerwony i niebieski) zaznaczone graficznie. Na tarczy lew trzymający w przednich łapach znak pancerny, ze zbrojnym ramieniem w środku. Wykonana w białym metalu, oksydowana o wymiarach 50 x 35 mm. Odznaka noszona na górnej, lewej kieszeni munduru, mocowana gładką nakrętka. |
|         | 16 Lwowski batalion strzelców Odznaka specjalna wykonana z białego oksydowanego metalu o wymiarach 21 × 18 mm. Na ażurowej tarczy, lew trzymający koło zębate; jedną łapę opiera na plakietce z cyfrą "16". Nakładana na patki koloru granatowego z żółtą wypustką. Zatwierdzona rozkazem dowódcy 2 Korpusu nr 2 z 4 stycznia 1946. |
|         | 17 Lwowski batalion strzelców Odznaka specjalna wykonana z białego oksydowanego metalu o wymiarach 21 × 18 mm. Na ażurowej tarczy, lew trzymający koło zębate; jedną łapę opiera na plakietce z cyfrą „17”. Nakładana na patki koloru granatowego z żółtą wypustką. Zatwierdzona rozkazem dowódcy 2 Korpusu nr 2 z 4 stycznia 1946. |
|         | 18 Lwowski batalion strzelców Odznaka specjalna wykonana z białego oksydowanego metalu o wymiarach 21 x 18 mm. Na ażurowej tarczy, lew trzymający koło zębate; jedną łapę opiera na plakietce z cyfrą "18". Nakładana na patki koloru granatowego z żółtą wypustką. Zatwierdzona rozkazem dowódcy 2 Korpusu nr 2 z 4 stycznia 1946. |
|         | 5 Kresowy batalion ckm Odznaka zatwierdzona rozkazem dowódcy 2 Korpusu Nr 108, pkt. 628, z 7 października 1946, L. dz. 1102/GM/46. Odznaka o wymiarach 43 x 43 mm miała kształt krzyża pamiątkowego Monte Cassino z nałożonym wieńcem, w środku którego umieszczono odcinek taśmy nabojowej z trzema nabojami. Na taśmie umieszczono inicjał „CKM”. Na wieńcu, na wysokości dolnego ramienia krzyża umieszczono numer batalionu „5”. Odznaka oksydowana, dwuczęściowa. Krzyż wykonany w metalu kolorowym, pozostałe części srebrne lub posrebrzane. Odznaka noszona na lewej górnej kieszeni munduru i mocowana nakrętką firmową. Wykonawcą odznaki była firma F.M. Lorioli, Fratelli – Millano – Roma.                                                                                                   |

## Odznaki  jednostek pancernych związków taktycznych
| Grafika | Opis odznaki |
| ------- | --- |
|         | 1 Dywizja Pancerna (PSZ) |
|         | 1 pułk pancerny Odznaka w kształcie krzyża, na który nałożona jest sylwetka czołgu Crusader widzianego z boku. Na czołgu wytłoczony numer 1. Wykonana w białym metalu, mocowana gładką nakrętką. Wymiary: 41 × 41 mm |
|         | 2 pułk pancerny Dwuczęściowa odznaka o wymiarach 39x39 mm w kształcie krzyża kawalerskiego, na który nałożona jest pięść pancerna połączona w górnej części ze szkockim kwiatem ostu. Pięść pancerną oplata wieniec z liści ostu. Wykonana z białego metalu, nakładka w srebrze, oksydowana. Projekt –W. Press i Stanisław Bahrynowski. |
|         | 24 pułk ułanów Odznaka o wymiarach 45x45 mm ma kształt zbliżony do Krzyża Walecznych o ramionach emaliowanych w kolorze białym z żółtym paskiem pośrodku. Na środek krzyża nałożony srebrny orzeł wz. 1927, między ramionami promienie słońca. Dwuczęściowa - oficerska, wykonana w srebrze lub w tombaku srebrzonym, łączona trzema nitami, emaliowana, na rewersie odznaki honorowej adnotacja "honoris causa".. |
|         | 10 pułk dragonów Odznaka o wymiarach 37,5 X 40,4 mm tłoczona z metalu, mocowana na śrubkę; ażurowa, dwuczęściowa, owalna. W złotym wieńcu postać siedzącego na koniu husarza. U dołu sylwetka czołgu z napisem "D.R.1.VII.38 (Dywizjon Rozpoznawczy i data powstania) |
|         | batalion Strzelców Podhalańskich Odznaka dwuczęściowa, wykonana w tombaku i lakierowana odznaka o wymiarach 43x43 mm ma kształt krzyża złożonego z granatowo-żółtych proporczyków. Na środku krzyża nałożony jest kwiat szarotki w kolorze białym. Na ramionach krzyża wpisano inicjały BSP. Obramowanie krzyża i litery są złocone. Szarotka mocowana do krzyża za pomocą nakrętki. |
|         | 8 batalion strzelców Odznaka wykonana w metalu, srebrzona i oksydowana; wym. Posiada kształt krzyża, z centralnie umieszczonym orłem polskim na czerwonym tle. Orzeł otoczony wieńcem z liści ostu. Na trzech ramionach krzyża cyfra 8. Odznaka emaliowana, krzyż — granatowy, orzeł, cyfry, wieniec i obramowanie krzyża - białe. |
|         | 9 batalion Strzelców Flandryjskich Odznaka wykonana w metalu, fragmenty złocone, srebrzone i oksydowane oraz emaliowane; Dominującym elementem odznaki jest stylizowany orzeł. W lewe skrzydło orła wkomponowany szyszak ze skrzydłem husarski. Na dole inicjały jednostki 9 B SF przedzielone tarczą z herbem Belgii. Tarcza oksydowana na stare srebro. Korona orła i napis złocone. Tło tarczy herbowej - seledynowo - złociste, lew - czarny. |
|         | 16 Samodzielna Brygada Pancerna |
|         | 3 pułk pancerny Zasadniczym motywem odznaki jest krzyż maltański nawiązujący do odznaki pamiątkowej 3 batalionu pancernego. Ramiona krzyża pokryte zostały czarną emalią. Element krzyża nałożony został na promienistą tarczę słoneczną, będącą nawiązaniem do godła Argentyny. Słońce pokrywała emalia pomarańczowa. Do historii oddziału formowanego w Szkocji nawiązywały łodygi oraz kwiaty ostu. Pośrodku umieszczony został numer pułku 3. Odznaka o wymiarach 41 x 41 mm została zrobiona z białego oksydowanego metalu przez firmę Kirkwood and Sons na Princess Street w Edynburgu. |
|         | 5 pułk pancerny |
|         | 14 pułk Ułanów Jazłowieckich Odznaka przedstawiała krzyż maltański o białych ramionach. W centralnej części odznaki miniatura Krzyża Virtuti Militari. Krzyż nałożony jest na okrągłą, karbowaną oksydowaną tarczę tzw. słońce Podola, na której wypisano litery U oraz J (od ułanów jazłowieckich) oraz data powstania pułku – 1918. Odznaka była wykonywana w wersji żołnierskiej oraz oficerskiej. Wymiary: 46 cm x46 cm. |
|         | 16 pułk dragonów Odznaka pamiątkowa o wymiarach 44,7 x 45,8 mm. Krzyż równoramienny wykonany w brązie, biało emaliowany. Krawędzie w kolorze oksydowanego złota. Na krzyż centralnie nałożony kroczący lew wykonany z miedzi. |
|         | |
|         | |
|         | 2 Warszawska Dywizja Pancerna Jednoczęściowa – wykonana w alpace. Odznaka ma formę kompozycji składającej się ze strzemienia i czołgu. Na kabłąku strzemienia wpisano numer 2. Wymiary: 46x42 mm. Odznakę projektowali Bronisław Rakowski i Mieczysław Białkiewicz. Wykonanie: F.M. Lorioli Fratelli – Milano – Roma. Odznaki wykonywane były także w srebrze lub metodą odlewu z miękkiego materiału w warsztatach remontowo-naprawczych. Zatwierdzona Dz. Rozk. Dowódcy 2 Korpusu nr 76, poz. 415 z 18 czerwca 1946 r |
|         | 4 pułk pancerny „Skorpion” Odznaka przedstawia Krzyż Monte Cassino emaliowany na czarno, na środku nałożony srebrny skorpion głową w dół. Projekt płk. Kowalczewskiego wykonał kpt. Ludwik Kuźniarz. Wymiary 42 × 42 mm, wykonanie picchiani, barllacchi- Frienze. |
|         | 6 pułk pancerny „Dzieci Lwowskich” Odznakę pamiątkową nadana 27 września 1948. Stanowi ją krzyż stalowy w postaci gąsienicy czołgu „Sherman”. W środku, w kwadracie na niebieskim polu, złoty lew z herbu Lwowa. Wymiary 40x40 mm; projekt F. Hałuszczak; wykonanie J.R. Gaunt and Son - Birmingham. |
|         | 10 pułk huzarów Zatwierdzona 19 lutego 1983 przez Ministra Spraw Wojskowych Rzeczypospolitej Polskiej na uchodźstwie, z ważnością od 14 września 1946 trzyczęściowa odznaka o wymiarach 47x47 mm wykonana jest z białego metalu, łączona na cztery nity i emaliowana Na rewersie tarczy wytłoczono wklęsłe daty 1809 1944. Produkował je w Londynie Mieczysław Białkiewicz. |
|         | 2 batalion komandosów zmotoryzowanych Odznakę tworzą trzy elementy godła Combined Operations - albatros w locie, kotwica oraz pistolet maszynowy wpisane w okrągłą obwódkę. Wymiary: 30 mm. Wykonanie: Jan Główka |
|         | |
|         | 64 Pomorski batalion piechoty Odznaka specjalna została wprowadzona rozkazem dowódcy 2 Korpusu nr 13 z 31 stycznia 1946. Stanowi połączenie herbu Ziemi Malborskiej i symbolu broni pancernej – na tarczy orzeł herbowy i ramię pancerne. Tarcza pokryta żółtą emalią, orzeł czerwoną. Oznaki wykonane w Bolonii zamiast żółtego tła miały białe. Oznaka noszono po lewej stronie beretu, w odległości 5 cm od orzełka. |
|         | 65 Pomorski batalion piechoty Odznaka pamiątkowa została wprowadzona rozkazem dowódcy 2 Korpusu nr 75 z 13 czerwca 1946, poz. 410, L. dz. 777/AG/46. Wykonana w metalu, jednoczęściowa; emaliowana, stanowi wierną replikę odznaki 65 Starogardzkiego pułku piechoty, którego tradycje przejęła 16 Pomorska BP. Odznaka w formie krzyża pokrytego granatową emalią ze złoconymi brzegami i wieńcem. W środku krzyża, na amarantowym tle, stylizowany orzeł jagielloński. Wymiary: 40x40 mm. Odznaka specjalna została wprowadzona rozkazem dowódcy 2 Korpusu nr 13 z 31 stycznia 1946. Wykonywana z czerwonego zamszu i metalu; posiada formę herbu Gdańska – na tarczy w czerwonym kolorze umieszczona jest złota korona, pod nią dwa krzyże. Metalowa korona i krzyże nakładane na podkładkę. Noszona na beretach po lewej stronie, w odległości 5 cm od orzełka. |
|         | 66 Pomorski batalion piechoty Odznaka specjalna została wprowadzona rozkazem dowódcy 2 Korpusu nr 13 z 31 stycznia 1945. Wykonana w metalu, emaliowana. Na tarczy stylizowana sylwetka mewy w locie. Tarcza pokryta granatową emalią z żółtą obwódką, mewa – białą emalią. Oznaka noszona na beretach po lewej stronie, w odległości 5 cm od orzełka. |

## Odznaki pułków artylerii PSZ
| Grafika | Opis odznaki |
| ------- | --- |
|         | 1 pułk artylerii motorowej Głównym elementem odznaki jest krzyż (swastyka) o formie przyjętej dla jednostek górskich sprzed 1939 roku (stylizowany starosłowiański znak solarny), połączony z krzyżującymi się lufami. Na centralną część nałożone jest koło zębate, podzielone na cztery równe części, pokryte na przemian barwami pułku: czarną i szmaragdową. Na poszczególnych częściach centralnego koła inicjały jednostki 1 PAM. Odznaka oficerska pozłacana, ramiona swastyki pokryte białą emalią. |
|         | 2 pułk artylerii motorowej Odznaka posiada formę stylizowanego orła trzymającego w szponach proporzec w barwach pułkowych (czarno - szmaragdowy), na którym umieszczona jest oznaka rozpoznawcza 1 Dywizji Pancernej. Nad proporcem na piersi orła cyfra 2. Wykonana w białym metalu, metodą głębokiego tłoczenia; wym. 62 x 32 mm. Mocowana do górnej, lewej kieszeni munduru nakrętką tłoczoną w blasze. Brak znaku firmowego. Zatwierdzona rozkazem NW Nr 4 z 15 czerwca 1945, poz. 43, L. dz. 806/w. Og./ 45. |
|         | 1 pułk artylerii przeciwpancernej Odznaka ma kształt elipsy. Dominującym elementem jest motyw św. Jerzego zabijającego lancą smoka. Na obramowaniu odznaki napis 4. XI 1937 oraz dewiza Bóg Honor i Ojczyzna. Odznaka wykonana techniką ażuru w srebrze; wym. 48 x 38 mm. Noszona na lewej górnej kieszeni munduru. Odznakę wykonano w firmie Spink and Son - London Zatwierdzona rozkazem NW Nr 4 z 10 października 1943, poz. 41,L.dz.116/NW/43. |
|         | 1 pułk artylerii ciężkiej Naczelny Wódz rozkazem L.dz. 29/G.M./43 zatwierdził odznakę pamiątkową 1 pac wraz ze statutem (Dziennik Rozkazów MON nr 1, poz. 4 z 10 lutego 1943. Odznaka jednoczęściowa o wymiarach 48x48 mm posiada kształt krzyża równoramiennego utworzonego z luf armatnich, na których wpisano numer i inicjały „1 PAC”. Środkową część stanowi wylot lufy, w którym widnieje rok „1941”. Ramiona krzyża połączone są na przemian orłem na wieńcu z liści dębowych i lwem na wieńcu z liści ostu. Numerowana na rewersie odznaka wykonana jest z tombaku srebrzonego, oksydowana i mocowana dwoma firmowymi nakrętkami. Noszono ją na zielonej sukiennej podkładce. Odznakę zaprojektował Czesław Podleski, a wykonywali ją: F.M. Lorioli Fratelli, Milano - Roma oraz John Dunbar - Alloa. |
|         | 2 Grupa Artylerii Zatwierdzona Dz. Rozk. Dowódcy 2 Korpusu nr 103, poz. 601 z 17 września 1946 roku odznaka ma kształt krzyża Monte Cassino. Na krzyż nałożony jest wieniec laurowy w kształcie koła. W centrum umieszczona syrenka oraz skierowany do dołu pocisk artyleryjski, który łączy się z oznaką 8 Armii Brytyjskiej. Pozostałą przestrzeń koła wypełniają promienie z wachlarzowato ustawionych tarczy, imitujące wybuch pocisku. Dwuczęściowa - wykonana w białym metalu, emblemat z wieńcem wykonany z kontrą, łączony z krzyżem na dwa nity tulejkowe. Wymiary: 45x45 mm. Projektowali Józef Czwodroń i Antoni Tass. Wykonanie: F.M. Lorioli Fratelli - Milano - Roma. |
|         | 12 pułk artylerii ciężkiej Odznaka zatwierdzona zarządzeniem szefa Sztabu Głównego z 18 lutego 1947 roku. Posiada kształt równoramiennego krzyża, którego ramiona łączy wieniec z liści dębu. W centrum stylizowany orzeł wsparty na wylocie lufy armatniej z numerem 12. Na poziomych ramionach krzyża data 7 IV 1945. Wymiary 40x40; wykonanie F.M. Lorioli Fratelli. |

## Odznaki pułków rozpoznawczych PSZ
| Grafika | Opis odznaki |
| ------- | --- |
|         | 10 pułk strzelców konnych Odznaka dwuczęściowa o wymiarach 48x48 mm ma kształt krzyża pięcioramiennego, srebrzystego o wciętych końcach ramion powleczonych białą emalią. W środku krzyża na szmaragdowej emalii srebrny orzeł otoczony kołem emaliowanym żółto ze srebrną dewizą „BÓG HONOR I OJCZYZNA”, numerem i inicjałami pułku oraz datą „1918” – nawiązującą do początku pułku, którym był szwadron tworzony we Włoszech. Wcześniejszy regulamin z 1925 przewidywał datę „1921” jako rok powołania do życia 10 psk. Odznaki wykonane przed 1929 mają datę „1921”, zaś po 1929 datę „1918”. Między ramionami krzyża srebrne, stylizowane orły. Dla szeregowych odznaki były z białego metalu lub tombaku bez emalii. Kolory emalii odznak oficerskich odpowiadały barwom proporczyka pułkowego szmaragdowo-żółtego z białym paskiem . |
|         | 1 pułk szwoleżerów Odznaka o wymiarach 50 mm ma kształt wielopromiennej gwiazdy orderowej w centrum której umieszczono medalion z inicjałami „JP”, obwiedziony wstęgą Orderu Virtuti Militari. Odznaka oficerska – dwuczęściowa, wykonana w srebrze, emaliowana. Autorem projektu odznaki był por. Stanisław Szygiel, a wykonawcą Wiktor Gontarczyk z Warszawy. |
|         | 25 pułk Ułanów Wielkopolskich Odznaka posiada kształt srebrnego orła trzymającego w szponach mosiężną tarczę z wizerunkiem krzyża maltańskiego pokrytego białą emalią i nawiązującego do poprzedniej odznaki. Tarczę oplata wieniec z liści dębowych owinięty emaliowaną wstęgą w barwie białej, niebieskiej i czerwonej. Pod tarczą inicjał U – ażurowy. Odznakę wykonano w dwóch wersjach: oficerskiej i dla podoficerów i szeregowych. Dwuczęściowa – oficerska wykonana w tombaku i emaliowana, dla podoficerów i szeregowych z białego metalu lub niklowana. Na rewersie stopień, nazwisko wyróżnionego i numer. Wymiary: 40x30 mm, w praktyce 45x28 mm. |

## Inne oddziały
| Grafika | Opis odznaki |
| ------- | --- |
|         | Grupa Saperów 2 KP Odznaka zatwierdzona została w dzienniku rozkazów dowódcy 2 Korpusu nr 19 pkt.119 z 14 lutego 1946. Ma kształt koła oplecionego wieńcem z liści dębowych. W kole umieszczona jest syrenka, pod nią spycharka i przęsło mostu. Odznakę projektował Jerzy Suchacki i Michał Paszyn. Wykonywała firma F.M Lorioli Fratelli. Wymiary: 40 mm.                                                                                     |
|         | Polskie pociągi pancerne w Wielkiej Brytanii Odznaka zatwierdzona Dziennikiem Rozkazów Nr 4/41 z 21 października 1941. Przedstawia szyszak husarski z pióropuszem okolony od dołu wstęgą. Na załamaniach wstęgi napis: Essex – Devon – York – Perth. Odznaka noszona na łańcuszku po lewej stronie munduru. Tłoczona z blachy brązowej oksydowanej.                                                                                             |
|         | 1 Samodzielna Brygada Strzelców Dwuczęściowa odznakę wykonaną w białym metalu, oksydowaną, stanowi stylizowany wzlatujący orzeł wkomponowany w wieniec z liści ostu w kolorze brązu. Na wieńcu napis 1 BRYGADA STRZELCÓW. Na awersie na pierwszym piórze przy upierzeniu nóg orła wypukły napis K&S Edin, na rewersie napis: SCOTLAND 1942 K&S. Wymiary – 60x47 mm; projekt – Wincenty Wierzejewski; wykonanie – Kirkwood and Son z Edinburgha. |
|         | 4 Brygada Kadrowa Strzelców Jednoczęściową odznakę stanowi owal odlany w szarym metalu o wymiarach 50x37 mm, w którym na tle orła państwowego umieszczono bagnet na karabinie w formie liczby 4. Orzeł okolony jest ostem szkockim. Odznakę zaprojektował Stanisław Kowalczewski, a wykonała Grupa Techniczna z Londynu. Forma i odlewy – Jan Orlikowski.                                                                                       |
|         | |
|         | |